# 웜홀
웜홀(wormhole)은 우주 공간에서 블랙홀(black hole)과 화이트홀(white hole)을 연결하는 통로를 의미하는 가상의 개념이다. 우주의 시간과 공간의 벽에 난 구멍에 비유할 수 있다. 웜홀에 관한 이론은 아인슈타인의 상대성이론을 바탕으로 하고 있다.

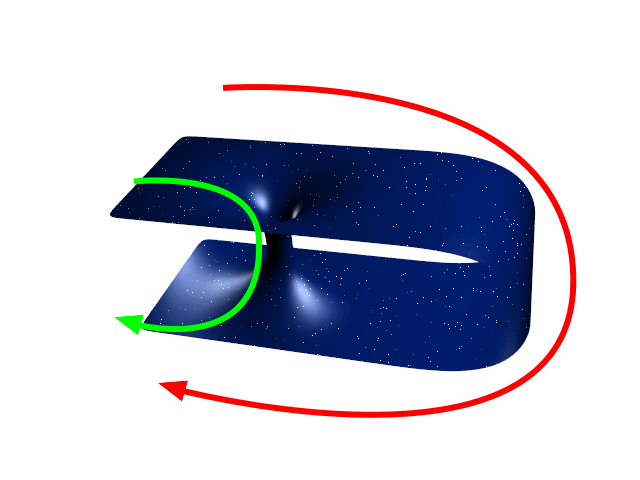
웜홀의 상상도

## 개요
웜홀은 빛도 빨아들이는 블랙홀과 그것을 뱉는 화이트홀의 연결 통로로 여겼지만, 화이트홀의 존재 여부가 불투명해지면서 블랙홀끼리 연결한 순간이동 통로라는 설이 우세하다.
사과 표면에 있는 벌레가 사과의 정 반대편으로 가려면 표면을 따라가기보다 중심을 지나가는 게 빠르다. 이때 사과에 중심을 관통하는 웜홀이 생기는데, 이 웜홀은 사과의 표면보다 고차원적이면서 서로 다른 사과의 표면을 잇는 최단 경로가 된다. 이와 유사하게 시공간의 다른 지점을 연결하는 고차원 구멍이라는 의미에서 웜홀이라는 이름이 붙여졌다.
블랙홀이 회전하면 그 속력로 말미암아 회오리가 생기는데 이것이 웜홀으로 변형된다. 시공간을 잇는다해서 '시공간 통로'라고도 불린다. 지나가는 속력이 광속보다 더 빠르고, 블랙홀로 빨려 들어가면 이 통로를 지나 화이트홀로 나온다고 알려졌다.
1907년 아인슈타인은 “관성력은 중력과 같다” 라는 것에 착안하여 등가 원리라는 개념을 정립했다. 등가란 중력과 관성력이 같은 가치라는 의미다. 이것을 확장해서 아인슈타인은 1915년 일반상대성이론을 완성하였다. 이 이론은 질량과 관계된 중력에 의해 시공간의 휘어짐을 설명하고 있다. 이 굽어진 공간에 관한 수학적인 이론으로 리만 기하학을 이용했다. 이 사실은 빛의 휘어짐이란 게 그 증거가 될 수 있는데, 1919년 영국의 물리학자인 아서 에딩턴이 태양 주위의 공간이 굽어서 별빛의 휘어지는 현상을 관측을 통해 증명하였다.
일반 상대성이론의 가장 주목할 만한 점은 블랙홀을 이론적으로 예언한 것이다. 블랙홀이란 강한 중력이 작용하는 좁은 공간이 심하게 구부러져 빛이 다시 빠져나오지 못하는 지점을 뜻한다.
웜홀이란 아인슈타인 이론을 풀어서 블랙홀에 대한 해를 구할 때 자연스럽게 유도된다. 이것은 “아인슈타인-로젠의 다리”라고도 불린다. 처음에는 블랙홀과 화이트홀을 연결하고 있는 것이 웜홀이라고 추측되었으나, 화이트홀의 존재가 부정됨으로 인해 이제 그러한 의미로 쓰이진 않는다. 화이트홀이 부정되었다고 웜홀의 존재가 부정되는 것은 아니지만 이론에서 유도되는 웜홀의 해가 아주 순간적인 부분에서만 존재하므로 불안정하다는 해석이 지배적이었다. 허나 킵 손 박사는 보통과는 다른 특정한 조건이 있다면, 웜홀을 안정적으로 유지할 수 있고, 이것을 통해 우주여행을 할 수 있음을 밝혀내게 된다.
이후 이 이론은 더욱 발전하여, 웜홀의 한쪽 입구를 아주 빠르게 이동시켰다가, 다시 돌아오게 하면 “시간지연현상”이 발생하게 되어 웜홀을 통해 시간여행의 가능성까지 성립되게 되었다. 그러나 현재 이론적으로 웜홀은 10-33cm정도의 크기에서 존재하는 양자 웜홀로 밖에 존재할 수 없으며 그것을 시간여행이 가능할 정도로 확대시키는 것에는 부정적이다.
최근 웜홀을 양자 얽힘 현상으로 설명하려는 시도가 있다. 줄리언 소너 박사는 끈이론의 맥락에서 쿼크 반쿼크 쌍이 생성될 때 이와 동시에 소립자 쌍을 연결하는 웜홀이 생긴다는 사실을 밝혀냈다. 이 결과는 중력이 양자 얽힘으로 나올지도 모른다는 내용을 내포하고 있으며, 우주의 기하라는 휘어짐은 곧 중력으로 기술되는 것과 마찬가지로, 웜홀에 의해 연결된 입자 쌍 사이의 얽힘과 같은 양자 얽힘의 결과일 수도 있다고 가정할 수 있다.

## 용어
1928년 독일의 수학자 헤르만 바일은 전자기장 에너지의 질량 분석과 관련하여 물질에 대한 웜홀 가설을 제안했다. 그러나 그는 "웜홀"이라는 용어를 사용하지 않았다(대신 "1차원 튜브"라고 말했다).

미국의 이론물리학자 존 아치볼드 휠러(바일의 작업에서 영감을 받음) 찰스 미스너가 공동 저술한 1957년 논문에서 "웜홀"이라는 용어를 만들었다.
이 분석은 상황을 고려하도록 강요한다... 위상수학자들이 다중 연결 공간의 "손잡이 분해"라고 부르는 것을 통해, 물리학자들이 "웜홀"이라는 용어를 더 생생하게 사용하는 것을 허용하는 힘의 흐름이 존재한다.— Charles Misner and John Wheeler in Annals of Physics

### 현대적 정의
웜홀은 기하학적으로, 또 위상수학적으로 정의되었다. 위상학적 관점에서 우주 내부 웜홀(같은 우주의 두 지점 사이의 웜홀)은 경계가 위상학적으로 자명하지만 내부가 단일 연결이 아닌 콤팩트 한 시공간 영역이다. 이 아이디어를 공식화하면 매트 비서의 Lorentzian Wormholes (1996)에서 가져온 다음과 같은 정의로 이어진다.
민코프스키 시공간이 콤팩트 영역 {\displaystyle \Omega }를 포함하고, {\displaystyle \Sigma }는 경계가 {\displaystyle \partial \Sigma \sim S^{2}}의 위상을 갖는 자명하지 않은 위상의 3차원 다양체라 하자. {\displaystyle \Omega }의 위상이 {\displaystyle \Omega \sim R\times \Sigma }의 형태이고, 초곡면의 {\displaystyle \Sigma }는 모두 공간꼴이면, 영역 {\displaystyle \Omega }는 준영구적인 우주 내 웜홀을 포함한다.

기하학적으로 웜홀은 닫힌 표면의 증분 변형을 제한하는 시공간 영역으로 설명될 수 있다. 예를 들어 Enrico Rodrigo의 The Physics of Stargates 에서 웜홀은 비공식적으로 다음과 같이 정의된다.
연속적으로 세계선(점 또는 관찰자의 시간 진화)으로 변형될 수 없는 세계 튜브(닫힌 표면의 시간 진화)를 포함하는 시공간 영역.

## 발전

슈바르츠실트 웜홀의 "매장 다이어그램"

### 슈바르츠실트 웜홀
발견된 웜홀 해의 첫 번째 유형은 슈바르츠실트 웜홀로, 영원한 블랙홀을 설명하는 슈바르츠실트 계량에 존재하지만 한쪽 끝에서 다른 쪽 끝으로 건너기에는 너무 빨리 붕괴된다는 것이 밝혀졌다. 통과 가능한 웜홀로 알려진 양방향으로 교차할 수 있는 웜홀은 음의 에너지 밀도를 가진 별난 물질을 안정화하는 데 사용할 수 있는 경우에만 가능하다고 생각되었다. 그러나 나중에 물리학자들은 현미경으로 횡단할 수 있는 웜홀이 가능할 수 있으며 이질적인 물질을 필요로 하지 않고 대신 하전된 블랙홀로 붕괴할 수 없을 만큼 충분히 작은 질량을 가지고 전하를 띤 페르미온 물질만 필요로 한다고 보고했다. 그러한 웜홀은 가능하다면 정보 전송으로 제한될 수 있지만 끈 이론과 일치하는 브레인 기반 이론인 랜들-선드럼 모형 2로 현실을 광범위하게 설명할 수 있는 경우 인간이 통과할 수 있는 웜홀이 존재할 수 있다.

#### 아인슈타인–로젠 다리
슈바르츠실트 웜홀 또는 아인슈타인-로젠 다리(알버트 아인슈타인과 네이선 로젠의 이름을 따서 붙여짐)는 아인슈타인 장 방정식에 대한 진공 해로 모델링될 수 있는 공간 영역 사이의 연결이다, 그리고 그것은 이제 전하와 회전이 없는 영원한 블랙홀을 설명하는 슈바르츠실트 계량의 최대 확장 버전의 본질적인 부분으로 이해된다. 여기서 "최대 확장"은 시공간이 어떤 "가장자리"를 가지지 않아야 한다는 생각을 의미한다: 자유낙하 입자의 가능한 궤적(시공간의 측지선을 따라)을 위해 임의로 입자의 미래나 과거까지 이 경로를 계속할 수 있어야 한다.
이 요구 사항을 충족하기 위해서는 입자가 외부에서 사건의 지평을 통해 떨어질 때 들어가는 블랙홀 내부 영역 외에도 블랙홀의 궤적을 외삽할 수 있는 별도의 화이트홀 내부 영역이 있어야 한다는 것이 밝혀졌다. 외부 관찰자가 보는 입자가 사건의 지평선에서 멀어지는 것을 볼 수 있다. 그리고 최대로 확장된 시공간에 두 개의 분리된 내부 영역이 있는 것처럼 때로는 두 개의 서로 다른 "우주"라고 하는 두 개의 분리된 외부 영역도 있으며 두 번째 우주는 두 내부 영역에서 가능한 입자 궤적을 외삽할 수 있도록 한다. 이것은 내부 블랙홀 영역이 두 우주에서 떨어진 입자의 혼합을 포함할 수 있음을 의미한다(따라서 한 우주에서 떨어진 관찰자는 다른 우주에서 떨어진 빛을 볼 수 있다). 내부 화이트홀 영역은 어느 우주로든 탈출할 수 있다. 크루스칼–세케레스 좌표를 사용하는 시공 다이어그램에서 네 지역을 모두 볼 수 있다.
이 시공간에서 일정한 시간의 초곡면(모두 동일한 시간 좌표를 갖는 일련의 점, 곡면의 모든 점이 공간꼴 분리를 갖는 경우, '공간꼴 곡면'이라고 함)를 선택하고 당시 공간의 곡률을 묘사하는 "매장 다이어그램"을 그린다. 매장 다이어그램은 "아인슈타인 – 로젠 다리"로 알려진 두 개의 외부 영역을 연결하는 튜브처럼 보인다. ". 슈바르츠실트 계량은 외부 관찰자의 관점에서 영원히 존재하는 이상적인 블랙홀을 설명한다. 붕괴하는 별에서 특정 시간에 형성되는 보다 현실적인 블랙홀에는 다른 계량이 필요하다. 블랙홀의 지리도에 낙하하는 항성 물질을 추가하면 화이트홀 내부 영역에 해당하는 다이어그램의 일부와 다른 우주에 해당하는 다이어그램의 일부가 제거된다.
아인슈타인 – 로젠 다리는 1916년에 루드비히 플램에 의해 발견되었는데, 슈바르츠실트가 그의 해법을 발표한 지 몇 달 후였으며, 알베르트 아인슈타인과 그의 동료 네이선 로젠에 의해 재발견되었으며, 그는 1935년에 결과를 발표했다. 그러나 1962년에 존 아치볼트 휠러와 Robert W. Fuller는 같은 우주의 부분을 연결하는 경우 이러한 유형의 웜홀이 불안정하고 빛(또는 다른 빛보다 느리게 움직이는 입자)는 한 외부 영역에서 다른 외부 영역으로 떨어지게 된다.
일반 상대성 이론에 따르면 충분히 밀도가 높은 질량의 중력 붕괴는 단일 슈바르츠실트 블랙홀을 형성한다. 그러나 아인슈타인–카르탕 –사이아마–키블 중력 이론에서는 규칙적인 아인슈타인–로젠 다리를 형성한다. 이 이론은 아핀 접속의 대칭성 제약을 제거하고 그 반대칭 부분인 비틀림 텐서를 동적 변수로 간주하여 일반 상대성을 확장한다. 비틀림은 자연적으로 물질의 양자역학적 고유 각운동량(스핀)을 설명한다. 비틀림과 디랙 스피너 사이의 최소 결합은 매우 높은 밀도의 페르미온 물질에서 중요한 반발 스핀-스핀 상호 작용을 생성한다. 이러한 상호 작용은 중력 특이점의 형성을 방지한다. 대신 물질은 거대하지만 유한한 밀도에 도달하고 반발하여 다리의 다른 쪽을 형성한다.
슈바르츠실트 웜홀은 양방향으로 통과할 수 없지만 킵 손은 슈바르츠실트 웜홀의 "목구멍"을 별난 물질 (음의 질량/에너지를 갖는 물질)로 열어서 통과 가능한 웜홀을 상상하도록 영감을 주었다.
횡단할 수 없는 다른 웜홀로는 로런츠 웜홀 (1957년 존 아치볼트 휠러가 처음 제안), 로런츠 다양체로 묘사된 일반 상대론적 시공간 다양체에서 시공간 거품을 만드는 웜홀과 유클리드 웜홀(리만 다양체의 구조를 가진 유클리드 다양체의 이름을 따서 명명된 구조)이 있다.

### 통과 가능한 웜홀
카시미르 효과는 양자장론이 공간의 특정 영역에서 에너지 밀도가 일반 물질의 진공 에너지에 비해 음수가 되도록 허용한다는 것을 보여주며, 양자장 이론은 에너지가 주어진 지점에서 임의로 음수가 될 수 있는 상태를 허용한다는 것을 이론적으로 보여주었다. 스티븐 호킹, 킵 손, 및 기타 학자들 같은 많은 물리학자들은 이러한 효과가 횡단 가능한 웜홀을 안정화하는 것을 가능하게 할 수 있다고 주장했다. 일반상대성이론과 양자역학의 맥락에서 이론적으로 웜홀을 형성할 것으로 예측되는 유일한 알려진 자연 과정은 레너드 서스킨드가 그의 ER=EPR 추측에서 제시했다. 양자 거품 가설은 때때로 작은 웜홀이 플랑크 척도에서 자발적으로 나타나고 사라질 수 있다고 제안하는 데 사용된다 :494–496 이러한 웜홀의 안정적인 버전이 암흑 물질 후보로 제안되었다. 또한 음의 질량 우주 끈에 의해 열린 작은 웜홀이 빅뱅 즈음에 나타났다면 우주 급팽창에 의해 거시적 크기로 팽창되었을 수 있다고 제안되었다.

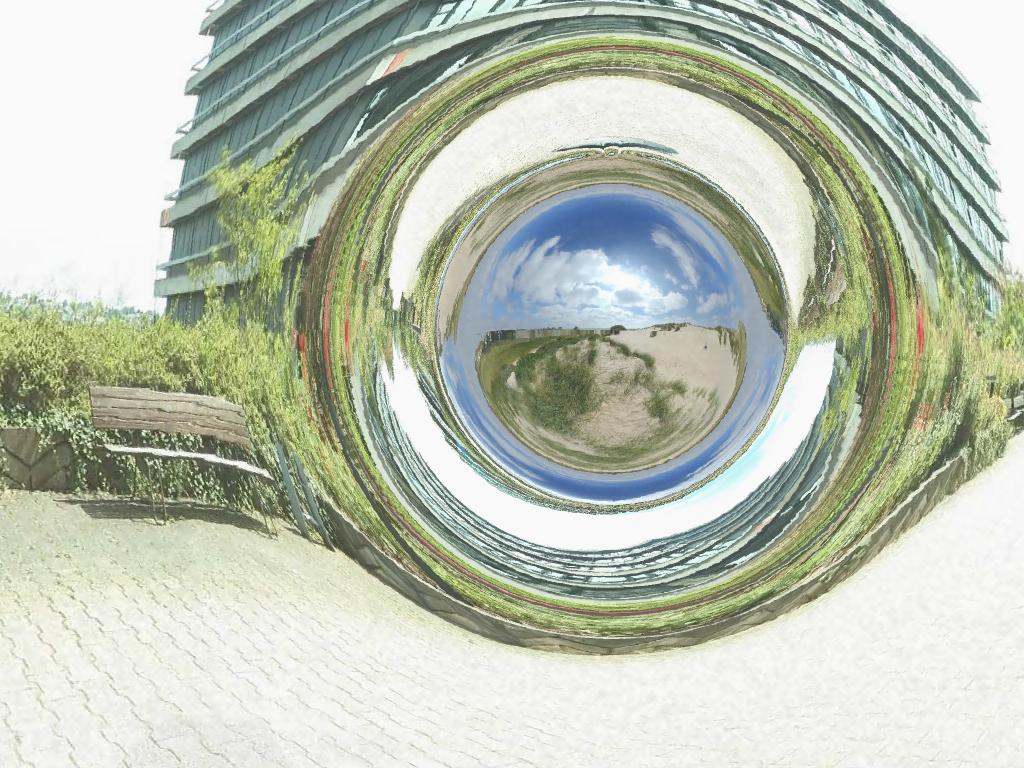
튀빙겐 대학의 물리 연구소 앞 광장과 프랑스 북부 불로뉴 쉬르 메르 근처의 모래 언덕을 연결하는 시뮬레이션된 통과 가능한 웜홀의 이미지. 이미지는 모리스-손웜홀 계량에서 4차원 광선 추적으로 계산되지만 빛의 파장에 대한 중력 효과는 시뮬레이션되지 않았다.

횡단 가능한 로런츠 웜홀은 우주의 한 부분에서 같은 우주의 다른 부분으로 아주 빠르게 양방향으로 이동하거나 한 우주에서 다른 우주로 이동할 수 있게 한다. 일반 상대성 이론에서 통과 가능한 웜홀의 가능성은 호머 엘리스의 1973년 논문과 KA Bronnikov의 1973년 논문에서 독립적으로 처음 입증되었다. 엘리스는 엘리스 배수구의 위상과 측지선을 분석하여 측지적으로 완전하고 수평선이 없고 특이점이 없으며 양방향으로 완전히 횡단할 수 있음을 보여주었다. 배수구는 진공 시공간에 대한 아인슈타인의 장 방정식의 해 다양체이며, 반정통 극성(양수 대신 음수)을 가진 리치 텐서에 최소로 결합된 스칼라 장를 포함하여 수정되었다. (엘리스는 반정통 결합 때문에 스칼라 장을 '별나다'고 언급하는 것을 특히 거부했으며 그렇게 하는 것이 설득력이 없다고 주장했다.) 해는 중력장의 강도를 고정하는 {\displaystyle m}과 공간 단면의 곡률을 결정하는 {\displaystyle n}의 두 가지 매개변수에 따라 달라진다. {\displaystyle m=0}으로 설정하면 배수구의 중력장이 사라진다. 남은 것은 엘리스 웜홀, 무중력, 순전히 기하학적이며 통과 가능한 웜홀이다.
킵 손과 그의 대학원생인 마이크 모리스는 1988년에 독립적으로 엘리스 웜홀을 발견하고 이를 일반 상대성 이론을 가르치는 도구로 사용할 것을 주장했다. 이런 이유로 그들이 제안한 횡단 가능한 웜홀 유형은 별난 물질의 구형 껍질에 의해 열려 있으며 모리스-손 웜홀 이라고도 한다.
나중에 매트 비서가 1989년 논문에서 분석한 다양한 것을 포함하여 일반 상대성 이론에 대한 허용 가능한 해로 다른 유형의 통과 가능한 웜홀이 발견되었다. 별난 물질의 영역. 그러나 순수한 가우스-보네 중력 (브레인 우주론의 맥락에서 때때로 연구되는 여분의 공간 차원을 포함하는 일반 상대성 이론의 수정)에서는 웜홀이 존재하기 위해 별난 물질이 필요하지 않다. 심지어 웜홀은 물질 없이도 존재할 수 있다. 음의 질량 우주 끈에 의해 열려 있는 유형은 크레머 등과 공동으로 비서에 의해 제시되었다. 그러한 웜홀은 초기 우주에서 자연적으로 생성되었을 수 있다고 제안되었다.
웜홀은 시공간에서 두 지점을 연결한다. 즉, 원칙적으로 공간뿐만 아니라 시간 여행도 가능하다. 1988년 모리스, 손 및 Yurtsever는 두 개의 입구들 중 하나를 가속하여 웜홀 통과 공간을 하나의 통과 시간으로 변환하는 방법을 알아냈다. 그러나 일반 상대성 이론에 따르면 웜홀을 사용하여 웜홀이 처음 타임 "머신"으로 변환된 때보다 이전 시간으로 되돌아가는 것은 불가능하다. 현재까지는 이것이 눈에 띄거나 사용되지 않았다. :504

## Raychaudhuri의 정리와 별난 물질
별난 물질이 필요한 이유를 알아보기 위해 측지선을 따라 이동하는 들어오는 빛 전선을 고려하면 웜홀을 가로질러 다른 쪽에서 다시 확장된다. 확장은 음수에서 양수로 진행된다. 웜홀 목은 유한한 크기이기 때문에 적어도 목 근처에서 부식이 발생할 것으로 예상하지 않는다. 광학 Raychaudhuri의 정리에 따르면 이것은 평균 영 에너지 조건 위반을 요구한다. 카시미르 효과와 같은 양자 효과는 곡률이 0인 공간 주변의 평균 영 에너지 조건을 위반할 수 없지만, 준고전 중력에서의 계산은 양자 효과가 곡선 시공간에서 이 조건을 위반할 수 있음을 시사한다. 최근에 양자 효과가 평균 무효 에너지 조건의 비동기 버전을 위반할 수 없다는 희망이 있었지만 그럼에도 불구하고 위반이 발견되었으므로 양자 효과가 웜홀을 지원하는 데 사용될 수 있는 열린 가능성이 남아 있다.

## 빛보다 빠른 여행

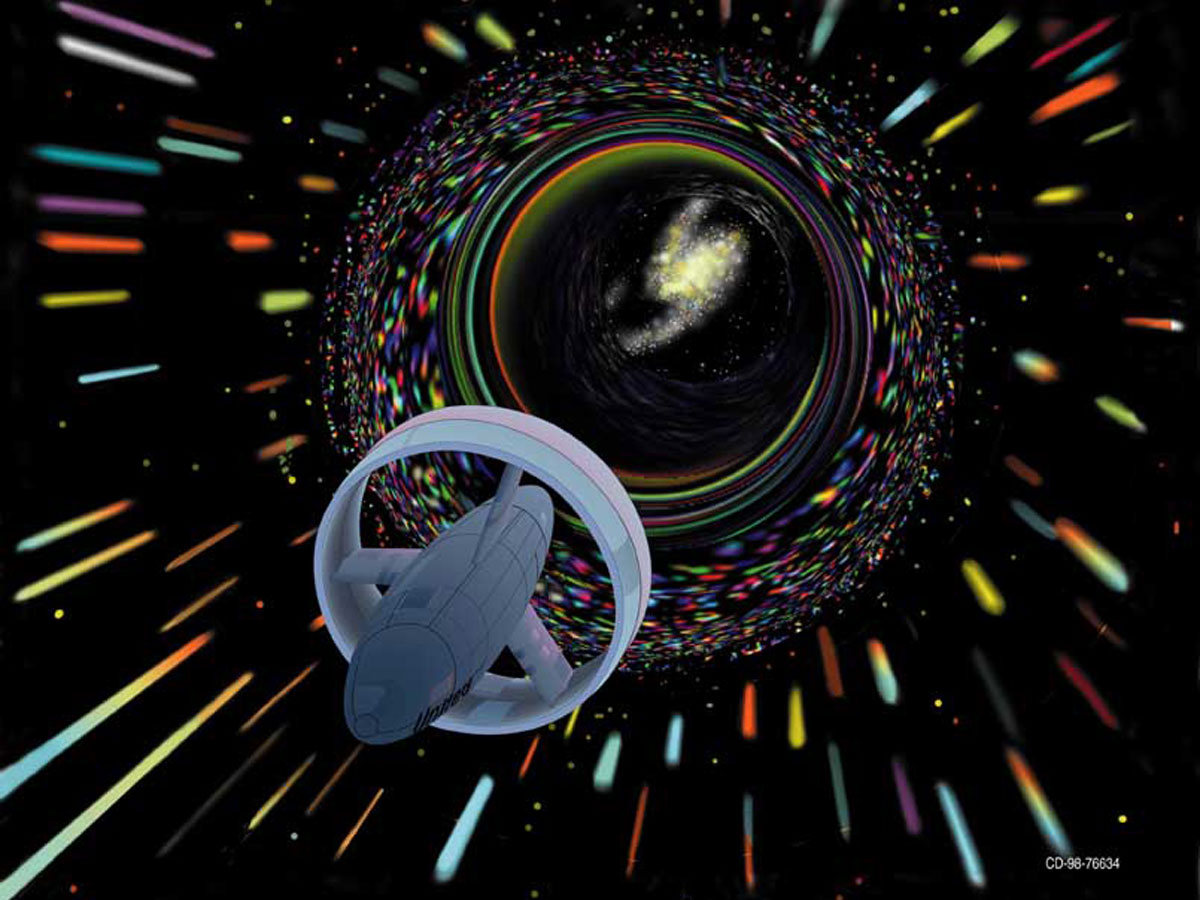
Les Bossinas가 NASA를 위해 구상한 웜홀 여행, c. 1998년

빛보다 빠른 상대 속력의 불가능성은 국소적으로만 적용된다. 웜홀은 언제라도 국소적으로 빛의 속력을 초과하지 않도록 함으로써 효과적인 광속보다 빠른 이동을 허용할 수 있다. 웜홀을 통해 이동하는 동안 광속 이하 속력이 사용된다. 두 지점이 웜홀 외부의 거리보다 짧은 웜홀로 연결되어 있는 경우 통과하는 데 걸리는 시간은 웜홀을 통과하는 경로를 택할 때 광선이 여행하는 데 걸리는 시간보다 짧을 수 있다. 웜홀 밖의 공간. 그러나 동일한 웜홀을 통해 이동하는 광선은 여행자를 이길 것이다.

## 시간 여행
횡단 가능한 웜홀이 존재한다면 시간 여행을 허용할 수 있다. 횡단 가능한 웜홀을 사용하는 제안된 시간 여행 기계는 가설적으로 다음과 같은 방식으로 작동할 수 있다. 기원. 또는 다른 방법은 웜홀의 한 입구를 잡고 다른 입구보다 중력이 더 큰 물체의 중력장 내로 이동한 다음 다른 입구 근처의 위치로 되돌리는 것이다. 이 두 가지 방법 모두 시간 팽창으로 인해 이동된 웜홀의 끝이 외부 관찰자가 볼 때 고정된 끝보다 덜 노화되거나 "어려"진다. 그러나 시간은 웜홀 외부와 달리 웜홀을 통해 연결되므로 웜홀의 양쪽 끝에서 동기화된 시계는 웜홀을 통과하는 관찰자가 볼 때 두 끝이 어떻게 움직이는지 상관없이 항상 동기화된 상태를 유지한다. :502이것은 "젊은" 끝으로 들어가는 관찰자가 "젊은" 끝과 같은 나이일 때 "나이 든" 끝을 빠져나가 외부에서 관찰자가 보는 것처럼 효과적으로 시간을 거슬러 올라간다는 것을 의미한다. 이러한 타임머신의 중요한 한계 중 하나는 타임머신이 처음 생성된 시간까지만 거슬러 올라갈 수 있다는 것이다. :503그것은 시간을 통해 이동하는 장치라기보다는 시간을 통한 경로에 가깝고 기술 자체가 시간을 거슬러 이동하는 것을 허용하지 않는다.
웜홀의 특성에 관한 현재 이론에 따르면 횡단 가능한 웜홀을 건설하려면 종종 "별난 물질"이라고 하는 음의 에너지를 가진 물질의 존재가 필요하다. 보다 기술적으로 웜홀 시공간은 약하고 강하며 우세한 에너지 조건과 함께 무효 에너지 조건과 같은 다양한 에너지 조건을 위반하는 에너지 분포가 필요하다. 그러나 양자 효과는 영 에너지 조건:101의 작은 측정 가능한 위반으로 이어질 수 있는 것으로 알려져 있다. 그리고 많은 물리학자들은 필요한 음의 에너지가 양자 물리학의 카시미르 효과로 인해 실제로 가능할 수 있다고 믿는다. 초기 계산에서는 아주 많은 양의 음 에너지가 필요하다고 제안했지만 이후 계산에서는 음 에너지의 양을 임의로 작게 만들 수 있음을 보여주었다.
1993년 매트 비서는 웜홀이 하거나 두 입구가 서로 반발하게 만드는 양자장과 중력 효과를 유도하지 않고는 이렇게 유도된 시계 차이가 있는 웜홀의 두 입구가 함께 모일 수 없다고 주장했다. 그렇지 않으면 정보가 웜홀을 통과하는 것을 방지한다. 이 때문에 두 입구는 인과관계 위반이 일어날 만큼 충분히 가까워질 수 없었다. 그러나 1997년 논문에서 비서는 대칭 다각형으로 배열된 {\displaystyle N}개의 웜홀로 구성된 복잡한 "로만 고리"(톰 로만의 이름을 따서 명명) 구성이 여전히 타임머신 역할을 할 수 있다고 가정했다. 인과 관계 위반이 가능하다는 증거가 아니라 고전 양자 중력 이론의 결함이다.

## 우주 간 여행
웜홀이 가능한 시간 여행으로 인한 역설에 대한 가능한 해결책은 양자 역학의 다세계 해석에 달려 있다.
1991년에 데이비드 도이치는 닫힌 시간꼴 곡선을 가진 시공간에서 양자 이론이 완전히 일관성이 있음을 보여주었다(소위 밀도 행렬이 불연속성 없이 만들어질 수 있다는 점에서). 그러나 나중에 닫힌 시간과 같은 곡선의 그러한 모델은 비직교 양자 상태를 구별하고 적절하거나 부적절한 혼합을 구별하는 것과 같은 이상한 현상으로 이어질 것이기 때문에 내부 불일치를 가질 수 있음이 밝혀졌다. 따라서 반고전적 계산으로 나타나는 결과인 웜홀 타임머신을 순환하는 가상 입자의 파괴적인 양의 피드백 루프가 방지된다. 미래에서 돌아온 입자는 원래 우주로 돌아가는 것이 아니라 평행 우주로 돌아간다. 이것은 아주 짧은 시간 점프를 가진 웜홀 타임머신이 동시대 평행 우주 사이의 이론적 다리임을 시사한다.
웜홀 타임머신은 일종의 비선형성을 양자 이론에 도입하기 때문에 평행 우주 간의 이러한 종류의 통신은 스티븐 와인버그의 비선형 양자 역학 공식화에서 조지프 폴친스키의 에버렛 전화기(휴 에버렛 3세의 이름을 따서 명명) 제안과 일치한다.
평행 우주들 사이의 통신 가능성은 우주 간 여행이라고 불린다.
웜홀은 슈바르츠실트 블랙홀의 펜로즈 다이어그램으로도 묘사될 수 있다. 펜로즈 다이어그램에서 빛보다 빠르게 이동하는 물체는 블랙홀을 건너 다른 끝에서 다른 공간, 시간 또는 우주로 나타날 것이다. 이것은 우주 간 웜홀이 될 것이다.

## 웜홀의 계량들
웜홀 계량 이론은 웜홀의 시공간 기하학을 설명하고 시간 여행에 대한 이론적 모델 역할을 한다. (통과 가능한) 웜홀 계량의 예는 다음과 같다.
엘리스 배수구의 특별한 경우로 엘리스 (엘리스 웜홀 참조)가 처음 제시했다.
통과할 수 없는 웜홀 계량의 한 유형은 슈바르츠실트 해이다(첫 번째 다이어그램 참조).
최초의 아인슈타인-로젠 다리는 1935년 7월에 발표된 논문에 설명되어 있다
슈바르츠실트 구형 대칭 정적 해의 경우 {\displaystyle ds^{2}=-{\frac {1}{1-{\frac {2m}{r}}}}\,dr^{2}-r^{2}(d\theta ^{2}+\sin ^{2}\theta \,d\varphi ^{2})+\left(1-{\frac {2m}{r}}\right)\,dt^{2}} 여기서 {\displaystyle ds}는 적절한 시간이고 {\displaystyle c=1}이다.
{\displaystyle u^{2}=r-2m}에 따라 {\displaystyle r}을 {\displaystyle u}로 교체하면
4차원 공간은 수학적으로 두 개의 합동 부분 또는 "시트"로 설명되는데, 이는 {\displaystyle u>0}과 {\displaystyle u<0}에 해당하며, {\displaystyle r=2m} 또는 {\displaystyle u=0}에 의해 연결된다. 우리는 두 시트 사이의 그러한 연결을 "다리"라고 부른다.— A. Einstein, N. Rosen, "The Particle Problem in the General Theory of Relativity"

결합된 장, 중력 및 전기에 대해 아인슈타인과 로젠은 다음과 같은 슈바르츠실트 정적 구형 대칭 해를 도출했다.
{\displaystyle ds^{2}=-{\frac {1}{\left(1-{\frac {2m}{r}}-{\frac {\varepsilon ^{2}}{2r^{2}}}\right)}}\,dr^{2}-r^{2}(d\theta ^{2}+\sin ^{2}\theta \,d\varphi ^{2})+\left(1-{\frac {2m}{r}}-{\frac {\varepsilon ^{2}}{2r^{2}}}\right)\,dt^{2}}
여기서 {\displaystyle \varepsilon }는 전하이다.
다음과 같은 경우 분모가 없는 장 방정식 {\displaystyle m=0} 쓸 수 있다
특이점을 제거하기 위해 {\displaystyle r}를 {\displaystyle u}로 교체하면 방정식에 따라:
그리고 {\displaystyle m=0}로

를 얻는다.
이 해는 두 시트의 공간에 있는 모든 유한점에 대한 특이점이 없다— A. Einstein, N. Rosen, "The Particle Problem in the General Theory of Relativity"

## 웜홀에 대한 논란
웜홀은 점점 실존하지 않는다는 의견이 지배적이다. 블랙홀의 기조력 때문에 웜홀은 있을 필요가 없다는 주장이다. 또 다른 의견으로는 화이트홀이 아직 존재한다는 물증도 없어 웜홀도 없을 것이다라는 의견까지 있다. 이로써 웜홀은 그 실존에 대한 논란 자체가 미스터리이다

## 같이 보기
- 블랙홀
- 화이트홀
- 비가향 웜홀